# Disibodo d'Irlanda
Disibodo d'Irlanda, in inglese Disibod (Irlanda, 619 – Renania, 700), fu un monaco irlandese, trasferitosi in Renania, dove fondò un monastero e divenne corepiscopo. È venerato come santo dalla Chiesa cattolica.

## Biografia
Il suo nome compare per la prima volta nel Martirologium del IX secolo scritto da Rabano Mauro. Ildegarda di Bingen scrisse, verso il 1170 la Vita Sancti Disibodi.
Secondo quest'ultima opera Disibodo arrivò nel Regno franco nel 640 come missionario, accompagnato dai discepoli Giswald, Clemens e Sallust. Essi furono attivi nei Vosgi e nelle Ardenne finché, guidati da una visione onirica, costruirono alcune celle alla confluenza dei fiumi Nahe e del suo affluente Glan, luogo ove Disibodo fonderà l'Abbazia di Disibodenberg.

## Culto
Venerato come santo, la sua Memoria liturgica cade l'8 luglio.